# Jeremy Davis

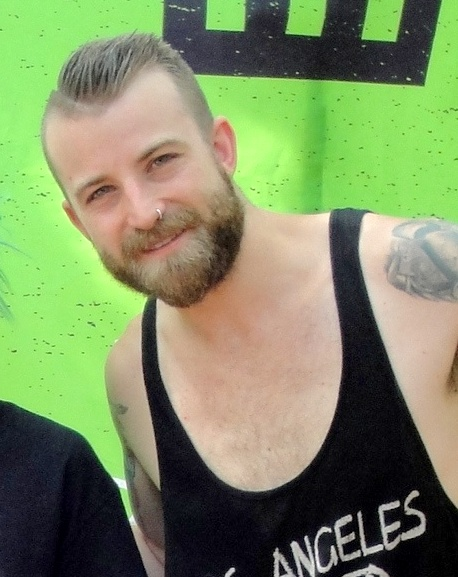
Davis với Paramore năm 2014

Jeremiah Clayton "Jeremy" Davis (sinh ngày 8 tháng 12 năm 1985) là tay chơi báss người Mỹ trong ban nhạc Paramore.

## Tiểu sử
Năm 2002, lúc 16, anh sống ở  Franklin, Tennessee, nơi anh từng chơi cho ban nhạc cover nhạc funk  gọi là The Factory, cũng là nơi anh gặp Hayley Williams. Through Williams, Davis và các thành viên khác như anh em Josh Farro và Zac Farro.